# スティアワンサ駅
スティアワンサ駅 （スティアワンサえき、マレー語:Stesen Setiawangsa） とは、マレーシアのセランゴール州にある、ラピドKL (RapidKL) クラナ・ジャヤ線 (Kelana Jaya Line)の駅である｡

## 歴史
- 1999年6月1日開業

## 駅構造
島式ホーム1面2線をもつ高架駅である。

## 駅周辺
- ジャスコ